# Watshamiella fictitia
Watshamiella fictitia är en stekelart som beskrevs av Wiebes 1981. Watshamiella fictitia ingår i släktet Watshamiella och familjen fikonsteklar.
Artens utbredningsområde är Réunion. Inga underarter finns listade i Catalogue of Life.